# いすゞテクノ
株式会社いすゞテクノ（いすずテクノ）は、神奈川県藤沢市に本社を置く、設備保全事業全般（海外移転含む）を行ういすゞ自動車100%の子会社である。

## 沿革
- 1988年（昭和63年）12月21日 - 株式会社いすゞテクノを設立。
- 1989年（平成元年）3月1日 - 営業開始。

## 事業所所在地
- 本社 - 神奈川県藤沢市土棚8
- 栃木 - 栃木県栃木市大平町伯仲2691